# Pio Ferraris
Pio Ferraris (né le 19 mai 1899 à Turin dans le Piémont et mort le 5 février 1957 dans la même ville) était un footballeur international italien, qui jouait au poste d'attaquant.

## Biographie

### Club
Ferraris a en tout disputé 66 parties officielles avec la Juventus Football Club, inscrivant en tout 40 buts. Il était déjà dans l'équipe dès 1916, ne jouant avec la Juventus que des matchs non officiels à cause de la Première Guerre mondiale (pour cause de championnat suspendu).
Il fait ses grands débuts en championnat avec les Turinois le 19 octobre 1919, lors d'un match contre l'US Pro Vercelli, qui se conclut par un match nul 0-0. Il dispute ensuite quatre saisons en bianconero jusqu'à la saison 1922-23, avant d'être transféré à l'AS Casale Calcio. 
Il retourne ensuite à la Juve lors de la saison 1926-27, durant laquelle il dispute son seul match, le 10 octobre 1926 (Juventus-Casale 4-0).
Entre sa première période en bianconero et la saison 1926-1927, nous savons peu de choses pendant ces trois années sur sa carrière, sauf peut-être qu'il évolua en 1923-1924 à Casale, tandis que certains parlent de l'Hellas Vérone.

### Sélection
Avec l'équipe nationale italienne, il prend tout d'abord part aux jeux olympiques d'été 1920 à Anvers, et fait ses grands débuts en sélection lors d'un match contre la France le 29 août 1920 (devenant par la même occasion le troisième joueur de l'histoire de la Juventus FC à devenir international, derrière Giovanni Giacone et Antonio Bruna). Avec la Nazionale, il dispute en plus deux matchs amicaux en 1921, signant un but contre la Belgique le 5 mai 1921 à Anvers.

## Vie privée
Après avoir mis fin à sa carrière de joueur, le comptable de formation Pio Ferraris se consacre finalement à l'activité de banquier, tenant une banque avec son frère Alfredo. Les deux appartenaient déjà à une famille de banquiers. 
Son frère aîné, Alfredo Ferraris, était également footballeur.
Pio Ferraris meurt à 57 ans à la suite d'un malaise cardiaque.

## Palmarès
Juventus
- Championnat d'Italie :
  - Vice-champion : 1919-20.